# Sozialversicherung (Äquatorialguinea)
Die Sozialversicherung in Äquatorialguinea ist eine Pflichtversicherung, die zentral für sämtliche im Lande erbrachten Sozialleistungen, inklusive einer medizinischen Grundversorgung und Rentenzahlungen, zuständig ist.

## Rechtsgrundlage
Ein erstes Gesetz zu Mutterschutz und Invalidität wurde 1947 erlassen. Bereits 1965 (Gesetz 91 vom 21. November) war eine Caja des Securos Sociales de Guinea genannte Versorgungskasse geschaffen worden, die Entschädigungen für Arbeitsunfallsfolgen zahlte.
Das Reglamento del Régimen General de la Seguridad Social (Decreto núm. 100/1990) setzte das Sozialgesetzbuch von 1984 (Decreto núm. 104/1984) vollständig um. Außer den Abschnitten über Geltungsbereich, Finanzierung, Verwaltung und gemeinschaftliche Vorschriften enthält es Regelungen zu folgenden Bereichen:
1. medizinische und pharmazeutische Leistungen
2. Krankengeld
3. Mutterschaftsgeld
4. Leistungen bei Invalidität
5. Altersrente
6. Leistungen bei Todesfall und an Hinterbliebene
7. Arbeitsschutz
8. Gelder für Familien
9. soziale Dienste

### Verwaltung
Die Kontrolle liegt beim Arbeits- und Sozialministerium (Ministerio de Trabajo y Seguridad Social). Ausführendes Organ ist das 1984 geschaffene Instituto des Seguridad Social (INSESO), das folgende Außenstellen (V) und (Poli-)Kliniken (M) betreibt:
- auf Annobón in Palé (V)
- auf Bioko in Luba (V) und Malabo (V, M)
- am Festland (Rio Muni) in Bata (V, M), Ebebiyin (V, M), Mongomo (V, M) und Evinayong (V)

### Finanzierung
Die äquatorialguineische Sozialversicherung finanziert sich aus Beiträgen und Zuzahlungen der Beschäftigten und der Betriebe. Beschäftigte zahlen 4,5 % ihres Verdienstes, Firmen 21,5 % ihrer Lohnsumme. Überschüsse werden verzinslich angelegt. Ein Viertel der Ausgaben wird von der Staatskasse getragen.

## Versicherte
Pflichtmitglieder sind sämtliche Beschäftigten des privaten und öffentlichen Sektors; dies schließt Kleriker und Soldaten mit ein. Ebenso erfasst sind deren Familienmitglieder und andere besonders auch Studenten, Selbständige und Genossenschaftsmitglieder. Die Anmeldung erfolgt über den Betrieb, der Versicherte erhält einen Ausweis (Carnet de Asegurado). Für mitversorgte Familienangehörige gibt es Zusatzleistungen, die sich nach einem Punktsystem berechnen.

## Leistungen
Die nachfolgenden Leistungen werden von der INSEO erbracht:
- Medizinisch-pharmazeutisch: bei Erkrankung 75 % der Kosten in staatlichen Kliniken. Die Behandlung von Folgen eines Arbeitsunfalls ist kostenlos. Medikamente sind während eines Krankenhausaufenthalts kostenlos, bei ambulanter Behandlung kann ein Anteil von 50 % verlangt werden. Für normale Rezepte liegt die Selbstbeteiligung ebenfalls bei der Hälfte. Kosten für private Behandlungen können auf Antrag, entsprechend obigen Sätzen, erstattet werden.
- Krankengeld: Beschäftigte, die seit 12 Monaten im Betrieb sind, erhalten bei Arbeitsunfähigkeit – bis zu 26 Wochen (amtsärztlich verlängerbar) – die Hälfte ihres Lohnes. Keine Wartefrist gilt bei Arbeitsunfällen.
- Mutterschaftsgeld: Seit mindestens 12 Monaten beschäftigte Mütter erhalten für 84 Tage (je sechs Wochen prä- und postnatal) 75 % ihres Grundlohns.
- Erwerbs- oder Berufsunfähigkeit: Versicherte, die mindestens fünf Jahre gemeldet waren, erhalten, je nach Umfang der Behinderung eine Rente von 40 bis 80 % ihres Grundlohns. Die Sätze liegen höher (bis 100 %), wenn die Schädigung auf einen Arbeitsunfall zurückgeht. Die Bezugsdauer für geringe oder vorübergehende Behinderungen kann auf 6–48 Monate beschränkt werden.

Arbeitslosengeld wird nicht gezahlt.

## Renten
Eine Altersrente, deren Bezug weitere Sozialleistungen ausschließt, gibt es für über 60-jährige Versicherte, die mindestens 120 Monate Beiträge geleistet haben. Die Rentenhöhe beträgt mindestens 40 % des Durchschnittseinkommens der letzten 24 Monate und erhöht sich um zwei Prozentpunkte für jedes Jahr der Beitragszahlung über 10 Jahre hinaus, bis zu einer Obergrenze von 80 %. Rentenanpassungen sind im fünfjährlichen Turnus vorgesehen.
Witwen und Waisen, eventuell auch bedürftige Eltern (80 %) Verstorbener erhalten eine Rente, die gegebenenfalls zeitlich begrenzt ist und analog den Bestimmungen zur Erwerbsunfähigkeit festgesetzt wird (Mindestversicherungsdauer 60 Monate). Ehepartner eines verstorbenen Rentners erhalten 80 % von dessen Rente, Lebenspartner (oder Verwandte), die vom Verstorbenen versorgt wurden, erhalten zwei Jahre lang 40 %. Witwenrenten werden bei Wiederverheiratung eingestellt. Waisenrenten werden für unter 14-Jährige dann bezahlt, wenn diese eine Schule besuchen.